# 2010年卡梅尔山区森林大火
2010年卡梅尔山区森林大火是2010年12月初发生在以色列北部卡梅尔山区的森林大火，造成44人丧生，是以色列立國62年来最严重的森林火灾。

## 历史
大火于当地时间12月2日上午约11点半从山区的一个垃圾场开始燃起，由于当地气候条件干燥，火势快速蔓延。3日，大火甚至威胁到以色列第三大城市海法。火势逼近海法北部的一座监狱，一辆载有协助撤离关押囚徒狱警的大客车在前往监狱途中被大火吞噬，车内人员全部遇难。英国、保加利亚、约旦、希腊、塞浦路斯和俄罗斯的救援队先后达现场施救。此外，和以色列关系紧张的土耳其也向该国派遣了救援直升机。截至5日下午，火势已经得到基本控制。